# Фой (царь)
Фой (Тои, Той, Тоу, Тау, др.-евр. תעי‬, в Септуагинте Θοού; 1-я пол. X в. до н. э.) — библейский персонаж, по времени правления выступающий первым известным царём сирийского города-государства Хамат (Емаф в Ветхом Завете). Упоминается в Книге Самуила (2Цар. 8:9, 10) и Первой книге Паралипоменон (1Пар. 18:9, 10).

## Жизнеописание
Ряд исследователей (например, Чарльз Стейтлер и профессор библеистики Гершон Галиль) соотносят его с палистинским царём Тайта. Впрочем, установлено, что Тайта господствовал в этом сирийском государстве, образовавшемся после коллапса бронзового века, в XI ст. до н. э. В то же время свидетельства о Фое (Тои) относят его ко временам господства иудейско-израильского царя Давида — началу X ст. до н. э. Возможно, стал первым царём Хамата, отделившимся от царства Палистина, положив начало его упадку.
Известно о войне Тои против Хадад-Эзера, царя Арам-Цобы, произошедшей примерно в начале 990-х годов, в которой царь Хамата потерпел поражение и признал превосходство арамеев. В дальнейшем заключил союз с царём Давидом; отправив к нему старшего сына Иорама (Гадорама, Адорама) с драгоценными подарками («сосуды золотые, серебряные и медные»), когда узнал, что израильский царь разбил войско Хадад-Эзера. Около 980 г. до н. э. совместно с израильтянами нанёс решительное поражение Хадад-Эзеру, в результате чего Арамейское царство распалось.
В дальнейшем сохранял союз с Давидом. Дата смерти неизвестна. Ему наследовал сын Гадорам.
Археолог Исраэль Финкельштейн утверждает, что Давид не мог править большим объединённым царством из Иерусалима, будучи вождём или второстепенным царем малонаселенных иудейских нагорий, так что сведения о его простирающимся далеко на север влиянии, проявившемся в союзе с Тои, также малодостоверны.